# I Am What I Am (George Jones)
I Am What I Am è un album del cantautore statunitense George Jones, pubblicato dall'etichetta discografica Epic nel settembre 1980.
Il disco, prodotto da Billy Sherrill, viene anticipato dai singoli He Stopped Loving Her Today e I'm Not Ready Yet, ai quali fa seguito, l'anno successivo, If Drinkin' Don't Kill Me (Her Memory Will).

## Tracce

### Lato A
1. He Stopped Loving Her Today
2. I've Aged Twenty Years in Five
3. Brother to the Blues
4. If Drinkin' Don't Kill Me (Her Memory Will)
5. His Lovin' Her Is Gettin' in My Way

### Lato B
1. I'm Not Ready Yet
2. I'm the One She Missed Him with Today
3. Good Hearted Woman
4. A Hard Act to Follow
5. Bone Dry